# Brixia stannusi
Brixia stannusi är en insektsart som beskrevs av Frederick Arthur Godfrey Muir 1923. Brixia stannusi ingår i släktet Brixia och familjen kilstritar. Inga underarter finns listade i Catalogue of Life.